# Région de Gladstone
La région de Gladstone (en anglais : Gladstone Region) est une zone d'administration locale située dans le Queensland en Australie, dont le siège est Gladstone.

## Géographie
La zone s'étend sur 10 488 km2 à l'est du Queensland et s'ouvre sur la mer de Corail. Elle comprend également les îles Balaclava, Curtis et Facing.
Elle regroupe les villes de Gladstone, 1770, Agnes Water, Benaraby, Boyne Island, Calliope, Miriam Vale et Tannum Sands ainsi que les villages et communautés d'Ambrose, Bororen, Builyan, Lowmead, Many Peaks, Nagoorin, Raglan, Rosedale, Ubobo et Yarwun.

## Histoire
La région est créée le 15 mars 2008, conformément à la loi de 2007 sur la réforme de l'administration locale adoptée par l'Assemblée législative du Queensland, par la fusion de la ville de Gladstone avec les comtés de Calliope et de Miriam Vale.

## Démographie
| 2011   | 2016   | 2021   |
| ------ | ------ | ------ |
| 57 891 | 61 640 | 63 515 |

## Politique et administration
Le conseil comprend le maire et huit autres membres, élus pour un mandat de quatre ans. Les dernières élections ont eu lieu le 28 mars 2020.

### Liste des maires
| Période        | Période  | Identité          | Étiquette | Qualité        |
| -------------- | -------- | ----------------- | --------- | -------------- |
| 2008           | 2010     | George Creed (en) |           | démissionnaire |
| septembre 2010 | 2016     | Gail Sellers      |           |                |
| 2016           | en cours | Matt Burnett      |           |                |

La zone est rattachée à la circonscription de Flynn pour les élections fédérales et à celles de Burnett et Gladstone pour les élections à l'Assemblée législative du Queensland.